# Luchthaven Samos
Luchthaven Samos (Grieks: Κρατικός Αερολιμένας Σάμου «Αρίσταρχος ο Σάμιος») is een luchthaven gelegen op het Griekse eiland Samos. Het heeft geen taxibaan en maar twee afslagen voor de terminal.